# Jürgen Hillesheim
Jürgen Hillesheim (* 30. Oktober 1961 in Koblenz) ist ein deutscher Literaturwissenschaftler und Hochschullehrer. Er ist Professor der Universität Augsburg, Ehrenprofessor der Staatlichen Iwan Franko Universität Zhytomyr (Ukraine) sowie Leiter der Bertolt-Brecht-Forschungsstätte Augsburg.

## Leben
Hillesheim studierte von 1981 bis 1986 in Mainz Germanistik, Katholische Theologie und Philosophie. 1986 legte er das Erste Staatsexamen in Germanistik und Katholischer Theologie, zwei Jahre später in Philosophie ab. 1989 promovierte er bei Hermann Kurzke mit einer Arbeit über Thomas Mann. Anschließend absolvierte er das Referendariat für das Höhere Wissenschaftliche Bibliothekswesen an der Württembergischen Landesbibliothek in Stuttgart. Das Zweite Staatsexamen legte er 1991 ab.
1991 wurde Hillesheim Leiter der Brecht-Forschungsstätte Augsburg.
Seit 2002 ist Hillesheim Mitherausgeber des Jahrbuchs der International Brecht Society, und seit 2012 war er Mitherausgeber des Brecht-Heftes der Staatlichen Iwan Franko Universität Zhytomyr (Ukraine); seit 2021 ist er dessen Hauptherausgeber. Von 2013 bis 2019 war er Mitherausgeber des Bulletins der Staatlichen Iwan Franko Universität Zhytomyr, mit dem Jahr 2020 übernahm er die Hauptherausgeberschaft der Sektion Philologie dieser Zeitschrift. Seit 2015 ist Hillesheim Mitherausgeber von Ars et Scientia, Zeitschrift des Instituts „Dramaturgie“ der Staatlichen Iwan Franko Universität Zhytomyr. Von 2006 bis 2015 war er Mitherausgeber der Buchreihe Der neue Brecht. Seit 2016 ist Hillesheim Herausgeber von Brecht – Werk und Kontext. Eine Schriftenreihe der Brecht-Forschungsstätte Augsburg. Seit 2017 ist er Mitherausgeber von Brecht und das moderne Theater, Zeitschrift der Koreanischen Brecht-Gesellschaft. 2018 war er Mitautor des Web-Projekts The Popular and the Elite in the Arts des Goethe-Instituts Washington und der Bertelsmann-Stiftung, seit 2018 ist er freier Autor der Frankfurter Allgemeinen Zeitung. Seit 2019 ist Hillesheim Mitherausgeber von Synopsis. Text – Kontext – Medien, Zeitschrift der Staatlichen Borys-Grinchenko-Universität Kiew, seit 2020 des Jahrbuchs Translation Landscapes – Internationale Schriften zur Übersetzungswissenschaft und seit 2022 der Interdisziplinären Studien zum deutschsprachigen Drama und Theater der Schlesischen Universität Katowice.
Von 2008 bis 2010 war Hillesheim Lehrbeauftragter der Universität Augsburg. 2010 habilitierte er sich mit einer Arbeit zu Bertolt Brechts Epischem Theater und wurde 2011 zum Privatdozenten der Universität Augsburg ernannt. Im Herbst 2014 war er Gastprofessor an der Staatlichen Iwan Franko Universität Zhytomyr, 2015 wurde er als erster und bisher einziger Deutscher zum Professor h. c. dieser Universität ernannt. 2017 erfolgte seine Ernennung zum Professor der Universität Augsburg. Ebenfalls 2017 und 2018 war er Gastprofessor an der Nationalen Schewtschenko-Universität in Kiew.
Vorträge hielt Hillesheim u. a. an der Universität Karlsruhe, der Otto-Friedrich-Universität Bamberg, der Nationalen Linguistischen Universität Kiew und der Nationalen Schewtschenko-Universität Kiew. Hillesheim ist Autor und Herausgeber von über 30 Büchern und weit über 100 Beiträgen zu Themen der Neueren Deutschen Literaturgeschichte, vor allem zu Gotthold Ephraim Lessing, Georg Büchner, Wilhelm Müller, Thomas Mann, NS-Literatur, Musik-Rezeption in der Literatur und Bertolt Brecht. Neben den Publikationen in Deutschland veröffentlichte Hillesheim in England, Italien, Korea, Österreich, Polen, Tschechien, der Ukraine und den USA und ist als Gutachter für mehrere internationale Zeitschriften, u. a. der von der Akademie der Wissenschaften der Tschechischen Republik herausgegebenen Germanoslavica, tätig.

## Ehrungen
- „Bayer des Tages“ der tz München vom 1. Oktober 2008.
- Ernennung zum Professor h. c. der Staatlichen Iwan-Franko-Universität Zhytomyr, Ukraine, im April 2015.

## Veröffentlichungen (Auswahl)
- Die Welt als Artefakt. Zur Bedeutung von Nietzsches „Der Fall Wagner“ im Werk Thomas Manns. Frankfurt am Main 1989.
- Hitlers Schwester Paula Wolf und das Dritte Reich. Mit einer kommentierten Edition des Briefwechsels zwischen Paula Wolf und dem Verleger Heinz G. Schwieger aus den Jahren 1946–1950. Berlin 1992.
- Brecht, Bertolt: Liebste Bi. Briefe an Paula Banholzer. Hrsg. von Helmut Gier und Jürgen Hillesheim. Frankfurt am Main (Suhrkamp) 1992.
- (mit Michael, Elisabeth): Lexikon nationalsozialistischer Dichter. Biographien – Analysen – Bibliographien. Würzburg 1993.
- Heil dir Führer! Führ' uns an!... Der Augsburger Dichter Richard Euringer. Würzburg 1995.
- Der junge Brecht. Aspekte seines Denkens und Schaffens. Hrsg. von Helmut Gier und Jürgen Hillesheim. Würzburg 1996.
- Bertolt Brechts „Die Ernte“. Die Augsburger Schülerzeitschrift und ihr wichtigster Autor. Gesamtausgabe. Hrsg. von Jürgen Hillesheim und Uta Wolf. Augsburg 1997.
- Denken heißt verändern... Erinnerungen an Brecht. Hrsg. von Joachim Lang und Jürgen Hillesheim. Augsburg 1998.
- Augsburger Brechtlexikon. Personen – Institutionen – Schauplätze. Würzburg 2000.
- Bertolt Brechts Augsburger Geschichten. Biografische Skizzen und Bilder. Augsburg 2004 (2. Aufl. 2005).
- „Ich muß immer dichten“. Zur Ästhetik des jungen Brecht. Würzburg 2005.
- Young Mr. Brecht Becomes a Writer / Der junge Herr Brecht wird Schriftsteller. Hrsg. von Jürgen Hillesheim. Wisconsin 2006.
- Brecht, Bertolt: Wie ich mir aus einem Roman gemerkt habe... Früheste Dichtungen. Hrsg. von Jürgen Hillesheim. Frankfurt (Suhrkamp) 2006.
- Brecht and Death / Brecht und der Tod. Hrsg. von Jürgen Hillesheim, Mathias Mayer und Stephen Brockmann. Wisconsin 2007.
- (mit Witzler, Ralf): Brecht und der Unfall: Über den Vater des Dichters und vom Umgang mit dessen Tod. Augsburg 2007.
- Bertolt Brecht – Erste Liebe und Krieg. Mit unbekanntem Text und bisher unveröffentlichten Fotos. Augsburg 2008.
- Ende, Grenze, Schluss? Brecht und der Tod. Hrsg. von Stephen Brockmann, Mathias Mayer und Jürgen Hillesheim. Würzburg 2008.
- (mit Scheinhammer-Schmid, Ulrich): Im Kampf für einen „Vielgeschmähten“. Die Augsburger Postzeitung und Karl May – Eine Dokumentation. Husum 2010.
- „Instinktiv lasse ich hier Abstände …“ Bertolt Brechts vormarxistisches Episches Theater. Würzburg 2011.
- Bertolt Brechts Hauspostille. Einführung und Analysen sämtlicher Gedichte. Würzburg 2013.
- Verfremdungen. Ein Phänomen Bertolt Brechts in der Musik. Hrsg. von Jürgen Hillesheim. Freiburg 2013.
- „Ich habe Musik unter der Haut …“ Bach, Mozart und Wagner beim frühen Brecht. Freiburg 2014.
- „Man muß versuchen, sich einzurichten in Deutschland!“ Brecht in den Zwanzigern. Hrsg. von Jürgen Hillesheim. Würzburg 2015.
- So machten die’s mit was aus Fleisch und Bein … Ein spektakulärer Mordfall und ein Gedicht Bertolt Brechts. Würzburg 2016.
- Leben und Dichten zu Beginn des 20. Jahrhunderts. Bertolt Brechts Augsburger Zeit. Zhytomyr 2016 (in ukrainischer Sprache).
- Die Wanderung ins „nunc stans“. Wilhelm Müllers und Franz Schuberts Die Winterreise. Freiburg 2017.
- Von Baal zu Baal. Hrsg. von Helmut Koopmann, Würzburg 2017.
- Bertolt Brecht. Zwischen Tradition und Moderne. Hrsg. von Jürgen Hillesheim. Würzburg 2018.
- ...vollens ganz zum Bolschewisten geworden...? Die Räterepublik 1919 in der Wahrnehmung Bertolt Brechts. Hrsg. von Jürgen Hillesheim und Karl-Georg Pfändtner. Augsburg 2019.
- Zwischen Affirmation und Verweigerung. Brecht und die Revolution. Würzburg 2019.
- 25 Jahre Bertolt-Brecht-Preis. Hrsg. von Jürgen Hillesheim und Uwe Wittstock. Augsburg 2020.
- Immer unbändiger die Lust, noch größer zu werden... Das Motiv des Baumes in der Lyrik Bertolt Brechts. Würzburg 2021.
- Lotte Lenya und Bertolt Brecht. Das wilde Leben zweier Aufsteiger. wbg Theiss, Darmstadt 2022. ISBN 978-3-8062-4535-6.